# Dépôt en phase vapeur assisté par plasma de basse énergie

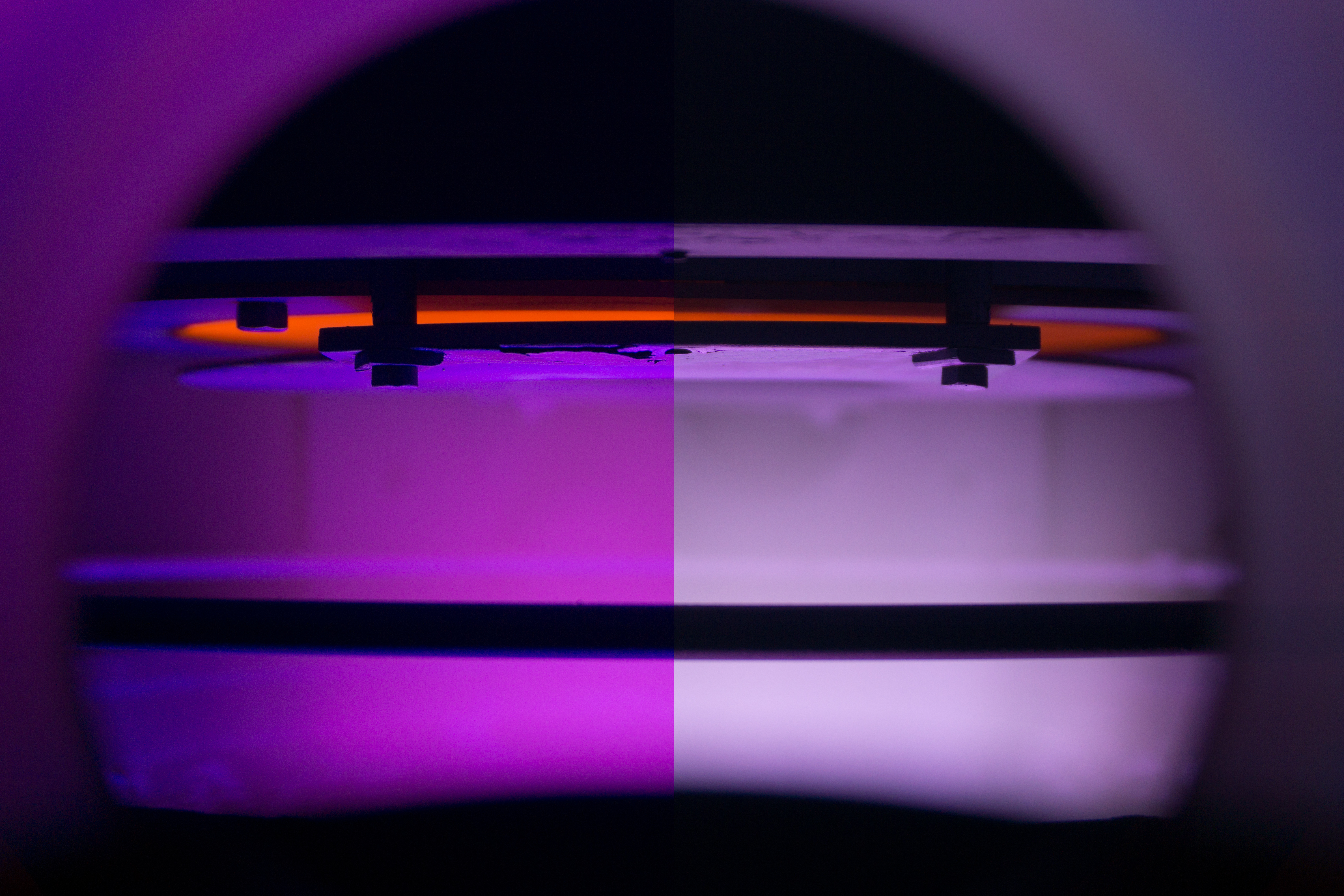
Plasma (argon uniquement à gauche, argon et silane à droite) à l'intérieur d'un prototype de réacteur LEPECVD au laboratoire LNESS de Côme, en Italie.

Le dépôt chimique en phase vapeur assisté par plasma à faible énergie (ou LEPECVD, pour Low-Energy Plasma-Enhanced Chemical Vapor Deposition en anglais) est une technique de dépôt chimique en phase vapeur assistée par plasma utilisée pour le dépôt épitaxial de films minces semi- conducteurs (alliages de silicium, de germanium...). Un plasma d'argon en courant continu à haute densité et basse énergie est utilisé pour décomposer efficacement les précurseurs en phase gazeuse tout en laissant la couche épitaxiale intacte. Des couches de haute qualité peuvent ainsi être obtenue à des taux de dépôt élevés (jusqu'à 10 nm/s).

## Principe de fonctionnement
Le substrat (généralement un Wafer de silicium) est disposé dans la chambre du réacteur, où il est chauffé par derrière grâce à une résistance en graphite. Un plasma d'argon est introduit dans la chambre afin d'ioniser les molécules de précurseur, générant des radicaux hautement réactifs qui entraînent la croissance d'une couche épitaxiale sur le substrat. Le bombardement d'ions argons permet également d'éliminer les atomes d'hydrogène adsorbés à la surface du substrat sans provoquer de dommages structurels. Ces deux effets évitent les problèmes typiques de la croissance des alliages Si, Ge et SiGe par dépôt thermique en phase vapeur (CVD), qui sont
- dépendance du taux de croissance par rapport à la température du substrat, en raison de l'énergie thermique nécessaire à la décomposition des précurseurs et à la désorption de l'hydrogène du substrat
- hautes températures (>1000 °C pour le silicium) nécessaires pour obtenir un taux de croissance significatif.
- forte influence de la composition de l'alliage SiGe sur le taux de dépôt en raison de l'écart important entre le taux de désorption d'hydrogène des surfaces de Si et de Ge.

Grâce à ces effets, la vitesse de croissance dans un réacteur LEPECVD ne dépend que des paramètres du plasma et des flux de gaz. Il est possible d'obtenir un dépôt épitaxial à des températures beaucoup plus basses qu'avec des méthodes conventionnelles de CVD.

## Réacteur LEPECVD

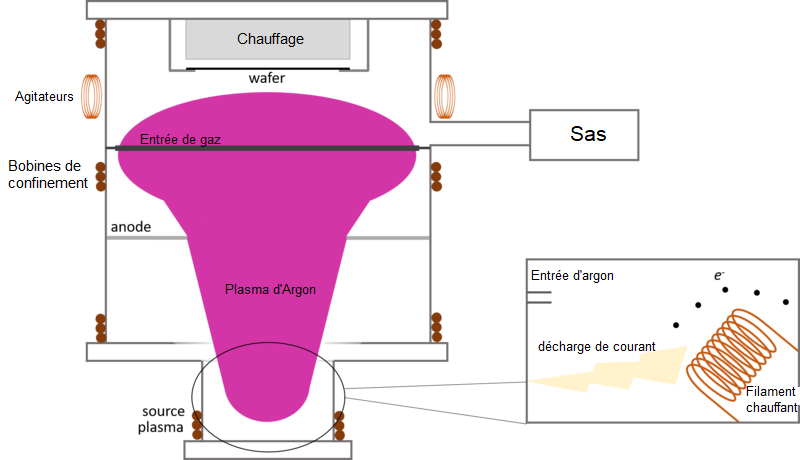
Schéma d'un réacteur LEPECVD.

Le réacteur LEPECVD est divisé en trois parties principales :
- un sas permettant de charger les substrats dans la chambre sans casser le vide
- la chambre principale, qui est maintenue en UHV à une pression de base d'environ 10{\displaystyle ^{-9}} mbar
- la source de plasma, où le plasma est généré.

Le substrat est placé au sommet de la chambre, tourné vers le bas en direction de la source de plasma. Le chauffage est assuré par l'arrière à partir d'un élément chauffant en graphite résistif encapsulé entre deux disques de nitrure de bore, ce qui améliore l'uniformité de la température. Des thermocouples permettent de mesurer la température de la résistance et permettent de remonter à celle du substrat par un étalonnage au pyromètre infrarouge. Les températures de substrat pour les films monocristallins se situent généralement dans une gamme de 400 °C à 760 °C, respectivement pour le germanium et le silicium.
Le potentiel du porte-échantillon est contrôlé par une alimentation électrique externe, influençant la quantité et l'énergie des radicaux frappant la surface. Il est généralement maintenu à 10-15 V par rapport aux parois de la chambre.
Les gaz de dépôt sont introduits dans la chambre à travers une buse placée sous le porte-échantillon. Les gaz utilisés dans un réacteur LEPECVD sont le silane ({\displaystyle {\ce {SiH_4}}}) et le germane ({\displaystyle {\ce {GeH4}}}) pour les dépôts de silicium et de germanium respectivement, ainsi que du diborane ({\displaystyle {\ce {B2H6}}}) et la phosphine ({\displaystyle {\ce {PH3}}}) pour les dopages de type p et n.

### Source plasma
La source de plasma est le composant le plus critique d'un réacteur LEPECVD. Le plasma à faible énergie et haute densité représente la différence principale avec un système de dépôt PECVD classique. Le plasma est généré dans une source fixée au fond de la chambre. L'alimentation en argon se fait directement dedans, où des filaments de tantale sont chauffés pour créer un environnement riche en électrons par émission thermionique. Le plasma est maintenu grâce à une décharge en courant continu entre les filaments et les parois (mise à la terre). La tension nécessaire pour obtenir une décharge est d'environ 20 à 30V, les ions ont une énergie d'environ 10 à 20 eV, tandis que le courant de décharge est de l'ordre de plusieurs dizaines d'ampères. De hautes densités ioniques peuvent ainsi être atteintes et sont contrôlée par la variation du courant de décharge. La vitesse de dépôt est directement proportionnelle à la densité ionique et donc à cette intensité. 

### Confinement du plasma
Une fois dans le bâti, le plasma est focalisé et accéléré à la fois grâce à une anode mais aussi par des bobines de cuivres situées autour de la cuve et formant des lentilles magnétiques.  Le courant circulant à travers les bobines (c'est-à-dire l'intensité du champ magnétique) peut être contrôlé pour modifier la densité d'ions à la surface du substrat et modifier la vitesse de croissance. Des bobines supplémentaires (dites "wobblers") sont placées de façon perpendiculaires afin de permettre un balayage du substrat par le plasma et d'améliorer l'homogénéité du film.

## Applications
Grâce à la possibilité de modifier le taux de croissance (par la densité du plasma ou les flux de gaz) indépendamment de la température du substrat, les couches minces  déposées dans ces appareils peuvent présenter à la fois des interfaces nettes et une précision jusqu'à l'échelle nanométrique (à des taux minimums de 0,4 nm/s) et de grandes épaisseurs (jusqu'à 10 µm ou plus à des taux allant jusqu'à 10 nm/s). Il a donc été possible de développer par exemple des guides d'ondes à haut rendement pour l'infrarouge proche (NIR) et  moyen (MIR) ou des films nanostructurés (présentant des empilements de puits quantiques) pour la modulation d'amplitude optique NIR. Cette précision dans la construction de puits quantique a aussi été utilisée pour le dépôts de canaux contraints de germanium.
Une autre application prometteuse de la technique LEPECVD est la possibilité de développer des microcristaux de silicium et de germanium auto-assemblés sur des substrats de Si à gravure profonde. Cela résout de nombreux problèmes liés à l'hétéro-épitaxie (incompatibilité des réseaux cristallins), conduisant à une qualité cristalline très élevée. Cela n'est possible que grâce aux vitesses de dépôt importantes à une température modérée.